# صدف صخره سیدنی
صدف صخره سیدنی (نام علمی: Saccostrea cuccullata) نام یک گونه از سرده صدف صخره است.